# 백조자리 NML
백조자리 NML 또는 백조자리 V1489는 백조자리 방향에 있는 적색 극대거성이다. 백조자리 NML은 지구에서 약 5,250 광년 떨어져 있으며, 백조자리 OB2 성협의 구성원이기도 하다.

## 발견 및 명칭
1965년 노이게바우어, 마츠, 레이튼이 이 별을 발견했는데 이들은 자신들의 이름 머리글자 하나씩을 따서 이 별의 이름(NML)을 지었다. 다른 이름으로 백조자리 V1489가 있는데 이는 이 별이 맥동 및 질량손실로 반주기 변광성의 성질을 보이기 때문에 받은 이름이다.

## 특징
이 별은 지금까지 관측된 항성 중 부피가 2번째로 큰 극대 거성으로 반지름이 태양의 1650배 또는 7.67 천문단위이다. 크기가 큰 만큼 극도로 밝은데 대략 태양 밝기의 27만 배 정도이다. 이 별의 시차는 약 0.62 밀리초각으로 여기서 계산한 백조자리 NML까지의 거리는 지구로부터 약 5,300광년(1,600파섹)이다. 백조자리 NML은 반주기 변광성으로 맥동 주기는 약 940일이다. 백조자리 NML의 대기에는 산소가 풍부하다. 1968년 윌슨과 바렛은 이 별 대기에서 1612MHz의 OH 메이저를 발견했다. 이후 계속된 연구로 NML의 대기에 물, 산화 규소, 일산화 탄소, 시안화 수소, 일황화 탄소, 황화 수소, 일산화 황, 이산화 황이 존재함이 밝혀졌다.

## 별주위 환경
백조자리 NML은 1년에 태양질량의 2×10−4배 정도 물질을 우주로 방출하고 있으며, 항성풍을 초당 23킬로미터 속도로 우주로 내보내고 있다. 이렇게 방출한 물질은 항성 주변에 먼지로 찬 환경을 만들며 먼지물질들은 비대칭 타원 모양으로 별 주위에 둘리어 있는데 물질들의 분포범위는 별의 수증기 메이저와 일치한다. 이 먼지물질들은 두 개의 층(껍질)을 형성하는데 안쪽 껍질의 광학적 깊이는 1.9이며 바깥쪽 껍질은 0.33이다.

## 같이 보기
- 방패자리 UY
- 웨스터룬드 1 W26